# Maria Annette Tanderø Berglyd
Maria Annette Tanderø Berglyd (ur. 30 listopada 1999 w Oslo) – norweska aktorka dziecięca, aktorka teatralna i filmowa.
Urodzona w Kampen, dzielnicy w Oslo. Od najmłodszych lat Maria Annette zacząła grać w teatrze. Brała udział w wielu festiwalach teatralnych w Norwegii. 
Jest najbardziej znana z roli Anny Lunde w filmie Absolutnie prawdziwa miłość (2011). Pracuje jako scenarzystka krótkich filmów oraz przygotowuje różnorodne wydarzenia kulturalne, w tym muzyczne.

## Wybrana filmografia
| Rok  | Tytuł                                  | Rola          |
| ---- | -------------------------------------- | ------------- |
| 2011 | Absolutnie prawdziwa miłość            | Anne Lunde    |
| 2013 | Ragnarok                               | Ragnhild      |
| 2020 | Atlantic Crossing (serial telewizyjny) | Ulla Østgaard |